# Шнайтзе
Шнайтзе (нем. Schnaitsee) — община в Германии, в земле Бавария.
Подчиняется административному округу Верхняя Бавария. Входит в состав района Траунштайн. Население составляет 3587 человек (на 31 декабря 2010 года). Занимает площадь 61,15 км².